# 北海道下川商業高等学校
北海道下川商業高等学校（ほっかいどうしもかわしょうぎょうこうとうがっこう、Hokkaido Shimokawa Commercial High School）は、北海道上川郡下川町にある公立（道立）の全日制商業高等学校である。スキー部（ジャンプ、ノルディック複合）の活動は全国レベルであり、全国からノルディックスキー競技を志す生徒を受け入れている。

## 沿革
- 1948年 - 北海道名寄農業高等学校下川分校として認可
- 1951年 - 北海道下川高等学校として設立認可（第1種定時制農業科）
- 1952年 - 定時制昼間部を設置
- 1960年 - 全日制普通科を設置
- 1962年 - 定時制普通科を設置
- 1963年 - 道立に移管、北海道立下川高等学校に改称
- 1966年 - 商業科を設置
- 1970年 - 定時制を廃止
- 1973年 - 全日制普通科を廃止、北海道下川商業高等学校に改称
- 1996年 - 町が自宅からの通学が困難な生徒を受け入れる多目的宿泊交流施設を設置
- 2008年 - 士別翔雲高校をセンター校とする地域キャンパス校となる

## 施設
- 下川町内にアイキャンハウスという寮がある[1][2]。
  - 住所：上川郡下川町南町217番地

## アクセス
- 名寄駅から20ｋｍ
- バスの場合
  - 名寄駅より下川ターミナルまで30分。下川ターミナルより徒歩10分[3]。

## 部活動
- スキー部
- バスケットボール部
- 陸上部
- ソフトテニス部
- バレーボール部
- 剣道部
- 吹奏楽部
- 商業研究部
- 料理研究部
- 写真同好会

## 著名な出身者
- 伊東大貴（スキージャンプ、トリノ・バンクーバー・ソチ・平昌オリンピック日本代表）
- 伊藤謙司郎（スキージャンプ、在校時にトリノオリンピック日本代表）
- 加藤大平（ノルディック複合、バンクーバー・ソチオリンピック日本代表）
- 伊藤有希（スキージャンプ、在校時に世界選手権（ヴァル・ディ・フィエンメ）で混合団体金メダル獲得、ソチ・平昌オリンピック日本代表）
- 坂野旭飛（英語版）（スキージャンプ）
- 宮塚利雄（元山梨学院大学教授）[4]